# Brosimum potabile
Brosimum potabile là một loài thực vật có hoa trong họ Moraceae. Loài này được Ducke mô tả khoa học đầu tiên năm 1922.